# Río Balderrama
Le Río Balderrama, appelé Río de Los Reales puis Río Pueblo Viejo dans son cours supérieur, est une rivière du nord-ouest de l'Argentine, qui coule dans la province de Tucumán. C'est le principal affluent du Río Dulce auquel il donne ses eaux en rive droite. Il fait donc partie du bassin endoréique de la Mar Chiquita.

## Géographie
Il naît sur le versant occidental du Cerro Nuñorco Grande (3.273 mètres) dans la Sierra del Aconquija, sur le territoire de la province de Tucumán, à proximité de la frontière de la province de Catamarca.
Après avoir quitté la zone montagneuse de la Sierra del Aconquija, le Río Balderrama coule droit vers l'est et traverse ainsi la partie centrale de la province. Sur sa rive gauche, il reçoit les eaux de l'important Río de Los Sosa, venu du nord-ouest. Il finit par se jeter en rive gauche dans le Río Dulce qui coule du nord au sud.

## Affluents
- Río Nevado (rive droite)
- Río de Los Sosa (rive gauche)
- Río Caspinchango (rive gauche)

## Les débits mensuels à la station de Monteros
Le débit du Río Balderrama a été observé pendant 3 ans (1949-1951) à Monteros, localité de la province de Tucumán située en amont de son confluent avec le Río de Los Sosa. 
À Monteros, le débit annuel moyen ou module observé sur cette période était de 15,4 m3/s pour un bassin versant de 1 459 km2.
La lame d'eau écoulée dans cette importante portion du bassin atteint ainsi le chiffre de 334 millimètres par an.